# Himalaiella
Himalaiella Raab-Straube, 2003 è un genere di piante angiosperme dicotiledoni della famiglia delle Asteraceae.

## Descrizione
Comprende piante erbacee bienni e perenni, anche arbustive (raramente sono acauli), non spinose. I fusti generalmente sono densamente frondosi o raramente scapiformi. Nelle radici sono sempre presenti dei condotti resinosi, meno frequenti nelle parti aeree; mentre solamente nelle parti aeree sono presenti delle cellule latticifere.
Le foglie lungo il fusto sono disposte in modo alterno. La lamina è lobata o generalmente pennatosetta con lobi appuntiti.
Le infiorescenze sono composte da capolini, sessili o peduncolati, solitari e terminali in raggruppamenti in sinfiorescenze racemiformi, panicolate o corimbose. I capolini, spesso annuenti o eretti, contengono solo fiori tubulosi e sono formati da un involucro a forma da campanulata a emisferica, composto da brattee (o squame) all'interno delle quali un ricettacolo fa da base ai fiori. Le squame dell'involucro, di tipo fogliaceo a volte riflesse, sono disposte su più serie in modo embricato. Il ricettacolo a protezione della base dei fiori è ricoperto densamente da diverse setole alveolate con forme subulate (raramente sono presenti anche delle palee subulate).
I fiori tubulosi sono tetra-ciclici (ossia sono presenti 4 verticilli: calice – corolla – androceo – gineceo) e pentameri (ogni verticillo ha 5 elementi). I fiori sono ermafroditi e actinomorfi.
- Formula fiorale:

- /x K {\displaystyle \infty }, [C (5), A (5)], G 2 (infero), achenio

- Calice: i sepali del calice sono ridotti ad una coroncina di squame.
- Corolla: la corolla, con lobi corti, in genere è colorata di rossastro-viola, viola, rosa o bianco ed è punteggiata di ghiandole.
- Androceo: gli stami sono 5 con filamenti liberi, glabri e distinti, mentre le antere, provviste di appendici moderatamente lacerate, sono saldate in un manicotto (o tubo) circondante lo stilo.[9]
- Gineceo: lo stilo è filiforme;  gli stigmi dello stilo sono due divergenti. L'ovario è infero uniloculare formato da 2 carpelli.

Il frutto è un achenio con un pappo. Gli acheni sono lunghi 2 - 5,5 mm, si presentano nerastri con 4 5 angoli e con superficie glabra e rugosa; a volte è squamulato. All'apice si trova una evidente corona. Il pericarpo dell'achenio possiede delle sclerificazioni radiali spesso provviste di protuberanze. Il pappo, omomorfico, formato da setole è inserito su una piastra apicale all'interno di una anello di tessuto parenchimatico. Le setole sono disposte su una sola serie, sono bianche (o bianco sporco o brunastro), sono piumose e connate in un anello basale caduco globalmente.

## Biologia
- Impollinazione: l'impollinazione avviene tramite insetti (impollinazione entomogama).
- Riproduzione: la fecondazione avviene fondamentalmente tramite l'impollinazione dei fiori (vedi sopra).
- Dispersione: i semi cadendo a terra (dopo essere stati trasportati per alcuni metri dal vento per merito del pappo – disseminazione anemocora) sono successivamente dispersi soprattutto da insetti tipo formiche (disseminazione mirmecoria).

## Distribuzione
Le specie di questo genere si trovano nell'Asia meridionale.

## Tassonomia
La famiglia di appartenenza di questa voce (Asteraceae o Compositae, nomen conservandum) probabilmente originaria del Sud America, è la più numerosa del mondo vegetale, comprende oltre 23.000 specie distribuite su 1.535 generi, oppure 22.750 specie e 1.530 generi secondo altre fonti (una delle checklist più aggiornata elenca fino a 1.679 generi). La famiglia attualmente (2021) è divisa in 16 sottofamiglie.
La tribù Cardueae (della sottofamiglia Carduoideae) a sua volta è suddivisa in 12 sottotribù (la sottotribù Saussureinae è una di queste).

### Filogenesi
Le specie di questo genere in precedenti trattamenti erano descritte all'interno del gruppo informale (provvisorio da un punto di vista tassonomico) "Jurinea-Saussurea Group". In questo gruppo erano descritti principalmente quattro generi: Dolomiaea, Jurinea, Polytaxis e Saussurea. In seguito ad ulteriori ricerche e analisi di tipo filogenetico, allorquando il gruppo ha acquisito la sua denominazione definitiva di sottotribù, si sono aggiunti altri nuovi generi.
Nell'ambito della sottotribù questo genere occupa una posizione abbastanza centrale e con i generi Jurinea forma un "gruppo fratello" (da un punto di vista filogenetico è più strettamente imparentate a Jurinea che a Saussurea. Storicamente la maggior parte delle specie di Himalaiella sono state incluse in Saussurea subg. Frolovia (Candolle) Lipschitz; il genere Himalaiella è stato descritto anche all'interno del genere Saussurea sect. Elatae J. D. Hooker, 1881.

### Elenco delle specie
Comprende le seguenti 17 specie:
- Himalaiella abnormis (Lipsch.) Raab-Straube
- Himalaiella afghana  (Lipsch.) Raab-Straube
- Himalaiella albescens  (DC.) Raab-Straube
- Himalaiella andersonii  (C.B.Clarke) D.Maity
- Himalaiella auriculata  (DC.) Raab-Straube
- Himalaiella chenopodiifolia  (Klatt) Raab-Straube
- Himalaiella chitralica  (Duthie) Raab-Straube
- Himalaiella deltoidea  (DC.) Raab-Straube
- Himalaiella foliosa  (Edgew.) Raab-Straube
- Himalaiella heteromalla  (D.Don) Raab-Straube
- Himalaiella hohuanshanense  S.S.Ying
- Himalaiella lushaiensis  Y.S.Chen & Qian Yuan
- Himalaiella natmataungensis  Fujikawa
- Himalaiella nivea  (DC.) Raab-Straube
- Himalaiella peguensis  (C.B.Clarke) Raab-Straube
- Himalaiella qinghaiensis  (S.W.Liu & T.N.Ho) Raab-Straube
- Himalaiella yakla  (C.B.Clarke) Fujikawa & H.Ohba